# Hiroyuki Yoshino
Hiroyuki Yoshino (吉野 裕行, Yoshino Hiroyuki, nascido em 06 de fevereiro de 1974) é um dublador e cantor japonês. Em papéis principais, ele interpretou Yoshimori Sumimura em Kekkaishi, Hibiki Tokai em Vandread, Yuji Kagura em Tona-Gura!, Takumi Nishijō em Chaos;Head, Yusuke "Bossun" Fujisaki em Sket Dance, Meow em Space Dandy, Favaro em Shingeki no Bahamut: Genesis e Galina em Yatterman Night. Em papéis coadjuvantes, ele interpretou Bernard Firestar em Divergence Eve, Chrome em Cluster Edge, Debito em La storia della Arcana Famiglia, Natsuki Minami em Minami-ke, Allelujah Haptism em Mobile Suit Gundam 00, Yuto Kido em Inazuma Eleven, Rin Hirakoba em The Prince of Tennis, Kenichi Saruyama em To Love-Ru, Hajime Iwaizumi em Haikyu!!, Houka Inumuta em Kill la Kill, Hizashi Yamada em Boku no Hero Academia e Yasutumo Arakita em Yowamushi Pedal.

## Anime
- Allison & Lillia (Treize)
- Angel Tails (Gai)
- Aquarian Age (Jun'ichi Kojima)
- Azumanga Daioh (Masaaki Ohyama)
- Baccano! (Firo Prochainezo)
- Black Jack (Shogo)
- Bleach (Shishigawara Moe)
- Blood+ (Kai Miyagusuku)
- Boogiepop Phantom (Mamoru Oikawa)
- Boku no Hero Academia (Present Mic)
- Candidate for Goddess (Clay-Cliff Fortran)
- Chaos;Head (Takumi Nishijou)
- Claymore (Sid)
- Cluster Edge (Chrome)
- Cyber Team in Akihabara (Sumi)
- Duel Masters (Jamira)
- Fullmetal Alchemist: Brotherhood (Zolf J. Kimblee)
- Ginban Kaleidoscope (Pete Pumps)
- Gintama (Taka-chin)
- Girls Bravo (Machida Mamoru)
- Hakuouki (Heisuke Tōdō)
- Hatsukoi Limited (Yuuji Arihara)
- Hikaru no Go (Mitsuru Mashiba)
- Hungry Heart Wild Striker (Hiroshi Ichikawa)
- Inazuma Eleven (Kidou Yuuto)
- Initial D (Sakamoto)
- InuYasha (Ginta)
- Kamichama Karin (Yuuki Sakurai)
- Kekkaishi (Yoshimori Sumimura)
- Kemonozume (Kazuma Momota)
- KIBA (Zed)
- Kore wa Zombie Desu ka? (Orito)
- Love Hina (Masayuki Haitani)
- Loveless (Yoji)
- Majin Tantei Nougami Neuro (Godai Shinobu)
- Mirmo! (Koichi Sumita)
- Mobile Suit Gundam 00 (Allelujah/Hallelujah Haptism)
- Mobile Suit Gundam 00 Second Season (Allelujah/Hallelujah Haptism)
- Monochrome Factor (Nanaya)
- Panty & Stocking with Garterbelt (Brief)
- Paranoia Agent (Naoyuki Saruta)
- Prince of Tennis (Rin Hirakoba)
- Saikano (Shingo)
- Saint Beast (Byakko no Gai)
- Sands of Destruction (Agan Mādoru)
- School Rumble (Takeichi Fuyuki)
- Senkou no Night Raid (Aoi Miyoshi)
- Shangri-La (Zhang)
- Shugo Chara! (Daichi)
- Shugo Chara!! Doki- (Daichi)
- Sket Dance (Yusuke "Bossun" Fujisaki)
- Soul Eater  (Ox Ford)
- Stratos 4 (Sora Ikeda)
- Tokimeki Memorial Only Love (Yusuke Kayama)
- To Love-Ru (Kenichi Saruyama)
- Tonagura! (Yuji Kagura)
- Toradora! (Koji Haruta)
- True Tears (Miyokichi Nobuse)
- Tsukihime, Lunar Legend (Michael Roa Valdamjong)
- Tytania (Idris Tytania)
- Utawarerumono (Nuwangi)
- Vandread (Hibiki Tokai)
- Yatterman (Yatterman 1/Gan-chan (Gan Takada 2nd))
- Yojō-Han Shinwa Taikei (Ozu)
- Yumekui Merry (Ransborough)
- Zegapain (Kawaguchi)
- Zoku Natsume Yuujinchou (Gen)

## Drama CDs
- GetBackers (Amon Natsuki)
- Saint Beast (Byakko no Gai)

## Games
- Armen Noir (Knives/Yamato)
- Chaos;Head (Nishijou Takumi)
- Chaos;Head Love Chu Chu! (Nishijou Takumi)
- Daemon Bride (Dusk/Mammon)
- Hakuoki Shinsengumi Kitan (Todou Heisuke)
- Hakuoki Zuisouroku (Todou Heisuke)
- Hakuoki Shinsengumi Kitan (PSP) (Todou Heisuke)
- Hakuoki Shinsengumi Kitan (PS3) (Todou Heisuke)
- Hakuoki Yugiroku (Todou Heisuke)
- J-Stars Victory VS (Yusuke "Bossun" Fujisaki)
- Oboro Muramasa (Kisuke)
- Rune Factory Oceans (James)
- Sands of Destruction (Agan Mādoru)
- Luminous Arc 3: Eyes (Heine Monik)
- Dragalia Lost (Yaten)